# Claus Wilcke

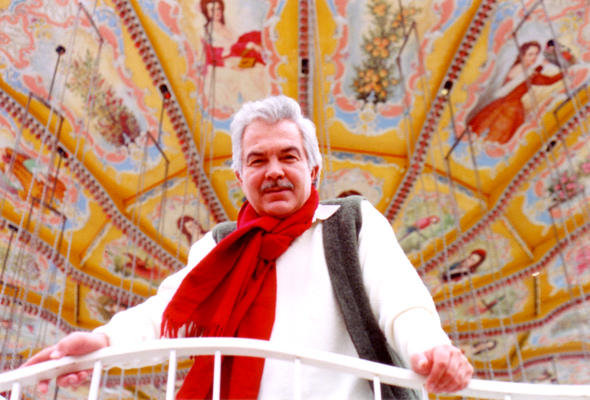
Claus Wilcke (2008)

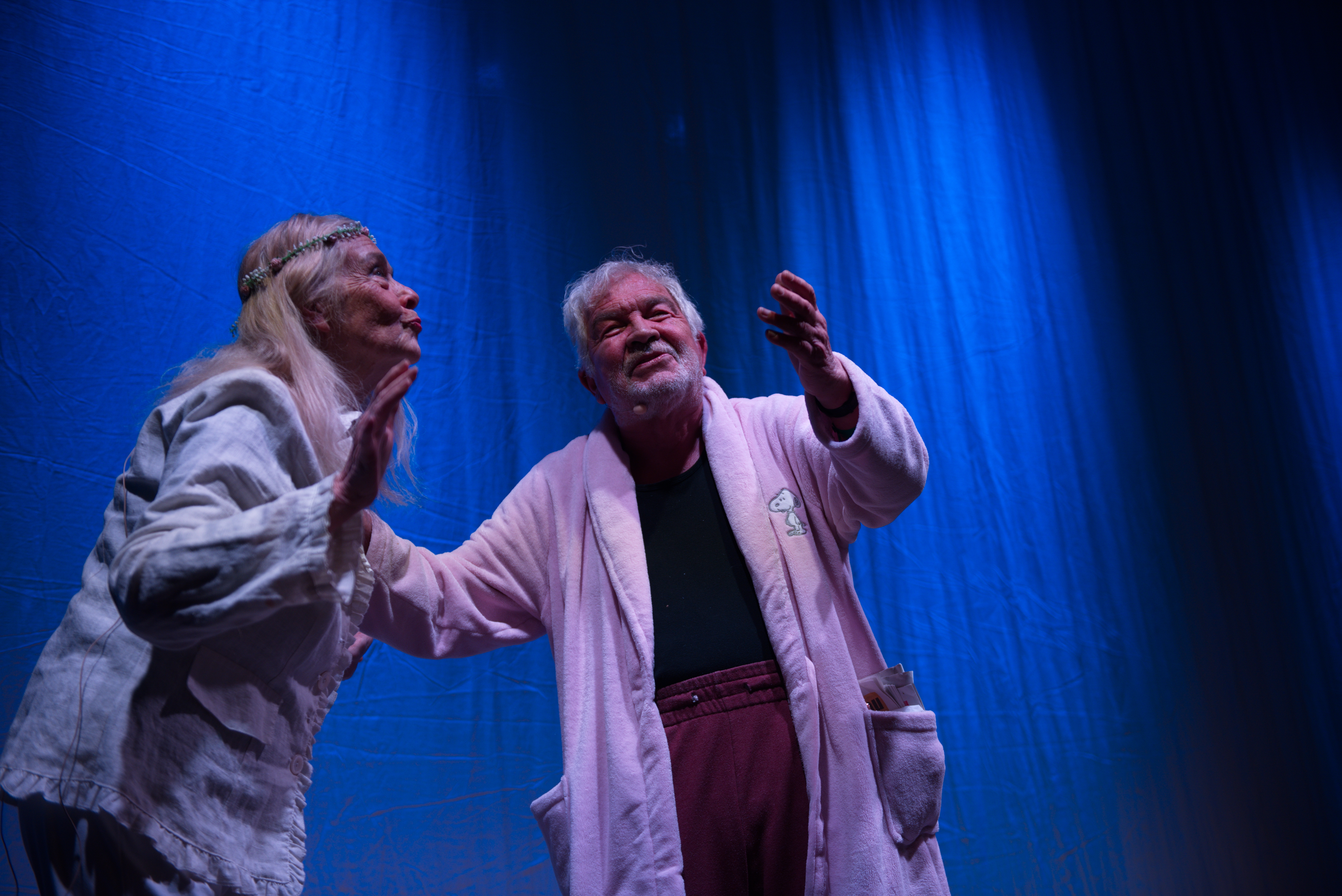
Claus Wilcke mit Lore Duwe bei einer Theateraufführung in Wuppertal (2016)

Claus Wilcke (* 12. August 1939 in Bremen) ist ein deutscher Schauspieler, Synchronsprecher und Synchronregisseur.

## Leben
Nach einer Schauspielausbildung erhielt Wilcke von Albert Lippert sein erstes, vier Jahre dauerndes Bühnenengagement am Theater Bremen. Es folgten Theaterstationen am Staatstheater Oldenburg, an den Bühnen der Hansestadt Lübeck, an den Münchner Kammerspielen, am Grenzlandtheater Aachen, an der Kleinen Komödie Hamburg, am Theater Die Komödie in Frankfurt am Main und am ETA Hoffmann Theater in Bamberg. Mit 85 Jahren steht Wilcke 2024 noch einmal im Kammerspielchen Wuppertal auf der Bühne.
Im Jahr 1958 gab Wilcke in Alfred Vohrers Spielfilm Meine 99 Bräute sein Filmdebüt. In den Folgejahren spielte er kleine Rollen in Produktionen wie Via Mala (mit Gert Fröbe) und Freddy und der Millionär (mit Freddy Quinn).
Bundesweite Bekanntheit erreichte er durch die Verfilmung des 1913 erstmals erschienenen Groschenromans um den verwegenen und draufgängerischen Millionär Percy Stuart. Wilcke verkörperte die Hauptrolle von 1969 bis 1972 in insgesamt 52 Folgen der gleichnamigen Fernsehserie.
Wilcke war häufig Gast in Film- und Fernsehproduktionen, unter anderem in SOKO 5113, Der Alte, Die Männer vom K3, Sylter Geschichten und Balko. Zu Beginn der 1980er Jahre wirkte er bei den Karl-May-Spielen Bad Segeberg (1980 in der Rolle des Juan Cortinez in Im Tal des Todes) und den Karl-May-Festspielen Elspe (1981 als Old Firehand) mit.
Darüber hinaus leiht er seit 1959 als Synchronsprecher international bekannten Schauspielern seine markante Stimme. Er synchronisierte Warren Beatty (Der römische Frühling der Mrs. Stone), Terry Carter (Kampfstern Galactica), George Hamilton (Liebe auf den ersten Biss), Rutger Hauer (Mysteries), Michael Landon (Unsere kleine Farm), Elvis Presley (u. a. Acapulco, Blaues Hawaii), Omar Sharif (unter anderem Lawrence von Arabien) und William Shatner (Die Entführung des Präsidenten).
Daneben sprach er zahlreiche Rollen für Hörspiele, zum Beispiel den König Julius 111. in der Serie Hui Buh oder William Jacobs bei Das verfluchte Haus nach Edward Bulwer-Lytton in der Reihe Gruselkabinett von Titania Medien, oder in Hörbüchern wie Der Magnetiseur nach Edgar Allan Poe oder Sherlock Holmes – Das Haus bei den Blutbuchen nach Arthur Conan Doyle. Wilcke ist auch Sprecher der ersten Staffel von Planet Erde.
2007 war er in einem Werbespot von Maggi Sonntagssuppe zu sehen. Von 2011 bis 2012 war er bei der Fernsehserie Verbotene Liebe zu sehen. Im Jahre 2012 hatte er einen kurzen Gastauftritt in Iron Sky.
Wilcke heiratete 2018 zum fünften Mal. Seine Kinder Nicolas Böll und Alexandra Wilcke sind ebenfalls im Schauspielberuf tätig.
Claus Wilcke lebt in Wuppertal.

## Auszeichnungen
- 1970 Bronzener Bravo Otto
- 1970 Silberner Bambi: Beliebteste deutsche Serie (mit Horst Keitel für Percy Stuart)
- 1971 Bronzener Bravo Otto
- 1972 Goldener Bravo Otto
- 2005 Scharlih – die älteste Auszeichnung, die mit Karl May verbunden ist, für seine Arbeit an Karl-May-Hörspielen
- 2017 Clingenburg Festspiele: Ehrenpreis
- 2022 Freundeskreis Theater im Rathaus Essen: Beliebtester Schauspieler 2021/22

## Filmografie (Auswahl)

### Als Schauspieler
- 1958: Meine 99 Bräute
- 1959: Verbrechen nach Schulschluß
- 1959: Die Wahrheit über Rosemarie
- 1959: Am Tag, als der Regen kam
- 1960: Lampenfieber
- 1960: Mit 17 weint man nicht
- 1960: … und keiner schämte sich
- 1961: Und sowas nennt sich Leben
- 1961: Via Mala
- 1961: Das Mädchen mit den schmalen Hüften
- 1961: Freddy und der Millionär
- 1962: Café Oriental
- 1962: Der Pastor mit der Jazztrompete
- 1963: Das Kriminalmuseum (Fernsehserie) – Nur ein Schuh
- 1964: Abenteuerliche Geschichten (Fernsehreihe) (2 Folgen)
- 1967: Kommissar Brahm (Fernsehserie) – Herr Wegner schweigt
- 1967: Die Brücke von Remagen (ZDF-Fernsehspiel)
- 1967: Wenn Ludwig ins Manöver zieht
- 1969: Marinemeuterei 1917 (ZDF-Fernsehspiel)
- 1969–1972: Percy Stuart (52 Folgen)
- 1971: Olympia-Olympia
- 1972: Mit dem Strom
- 1972: Dem Täter auf der Spur – Kein Hafer für Nicolo
- 1975: Beschlossen und verkündet – Vater werden ist nicht schwer
- 1980–1981: I. O. B. – Spezialauftrag (26 Folgen)
- 1981: St. Pauli-Landungsbrücken (Fernsehserie, eine Folge)
- 1988: Ein Fall für zwei: Tödliche Versöhnung
- 1993: Glückliche Reise – Portugal (Fernsehreihe)
- 1995–1996: Jede Menge Leben (Serie) (187 Folgen)
- 1987–1999: Großstadtrevier (5 Folgen)
- 1993–1995: Sylter Geschichten (25 Folgen)
- 2001: Alphateam – Die Lebensretter im OP (Folge 137)
- 2002: Polizeiruf 110 – Grauzone
- 2005: Pfarrer Braun – Bruder Mord
- 2006: Schiri im Abseits
- 2006: Goldene Zeiten
- 2009: In aller Freundschaft – Folge 419: Der Mann des Lebens
- 2011: Der Bergdoktor – Auf Liebe und Tod & Familienprobleme
- 2011–2012: Verbotene Liebe (31 Folgen)
- 2012: Kennen Sie Ihren Liebhaber?
- 2012: Iron Sky
- 2015: Voll Paula!
- 2018–2019: Unter uns (17 Folgen)
- 2019–2022: Aktenzeichen XY … ungelöst (2 Folgen)

### Als Synchronsprecher

#### Filme
- 1939: Für John Garfield in Vier Töchter räumen auf als Gabriel Lopez (Synchro 1962)
- 1947: Für Robert Cummings in Briefe aus dem Jenseits als Lewis Venable (Synchro 1985)
- 1950: Für Richard Burton in Schicksal zwischen Ebbe und Flut als Ben Satterthwaite (Synchro 1969)
- 1961: Für Elvis Presley in Blaues Hawaii als Chad Gates
- 1961: Für George Hamilton in Und die Nacht wird schweigen als Warren Winner
- 1979: Für George Hamilton in Liebe auf den ersten Biss als Graf Dracula (1. Synchro)
- 1988: Für Michael Been in Die letzte Versuchung Christi als Johannes
- 1997: Für Andrew Divoff in Wishmaster als Djinn / Nathaniel Demerest
- 2005: Für David Carradine in Brothers in Arms – Waffenbrüder als Driscoll

#### Serien
Für Ron Perlman als Vincent in der Fernsehserie Die Schöne und das Biest 1987–1990
Für Ian McElhinney in Ripper Street als Theodore P. Swift

### Als Synchronregisseur

#### Serien
- 1993: Mila Superstar – Dialogregie, 101 Episoden (zusammen mit Lutz Schnell)